# SUUG
SUUG (Soviet UNIX User’s Group) — советская ассоциация пользователей операционной системы Unix, существовавшая в 1990-е годы.
Основана в 1989 году. После распада СССР было решено не менять аббревиатуру названия ассоциации, была предложена её новая расшифровка — Society for UNIX User Groups (сообщество групп пользователей ОС UNIX). С самого начала в состав SUUG вошли «Демос», Международный центр научно-технической информации, Институт проблем кибернетики (впоследствии Институт системного программирования) и Институт проблем информатики. Позже к ассоциации присоединились «Релком» и другие организации. При создании SUUG преследовались две цели — предоставить возможности общения и обмена информацией российским unix-программистам и войти в европейское unix-сообщество.
До создания SUUG существовала Европейская ассоциация пользователей Unix — EUUG (European UNIX User’s Group), которая практически одновременно с образованием SUUG была переименована в Европейский форум открытых систем (EurOpen). Организаторы SUUG хотели следовать правилам EurOpen, в частности, вести деятельность, аналогичную той, которая была присуща другим европейским ассоциациям пользователей Unix.
Первым председателем Совета SUUG стал Владас Леонас, в правлении состояли Дмитрий Бурков, Валерий Бардин, Олег Табаровский, Игорь Чечик, Вадим Маслов, Пётр Брусиловский, Александр Фридман. После отъезда Леонаса за границу совет возглавил Павел Христов; с 1991 по 1995 год председателем совета был Сергей Кузнецов.
В августе 1990 года созданная в СССР сеть «Релком» стала частью европейской сети EUNet, и появился домен .su, зарегистрированный 19 сентября 1990 года компаниями «Релком» и «Демос» от имени SUUG, которая первоначально занималась его администрированием.
Ассоциация проводила конференции SUUG; в 1993 году по инициативе Кузнецова, Христова и Павла Борисова на основе бюллетеня ассоциации начал выпускаться журнал «Открытые системы», на базе которого вскоре образовано издательство «Открытые системы».